# Carla Polito
Carla Polito, née le 13 janvier 2000 à Lens, est une footballeuse française évoluant au poste de milieu de terrain au RC Lens

## Biographie

### Carrière en club
Carla Polito commence le football au club de Loos-en-Gohelle, l'US Saint-Maurice (USSM), dès l'âge de 5 ans et demi. Alors qu'elle vit juste à côté du stade Jean-Cattiau, elle évolue avec des garçons. Influente dans le groupe et dans le jeu, elle devient capitaine de l'équipe lors de sa dernière saison à l'USSM. À 15 ans, elle intègre l'Arras FCF et évolue les deux premières saisons avec les U19 Nationaux. Lors de l'exercice 2017-2018, elle intègre l'équipe première et joue son premier match de D2 face au FC Metz, le 17 septembre 2017. Elle dispute finalement 16 matchs lors de cette première saison sénior.
En 2018, elle rejoint le LOSC, évoluant en D1. La saison suivante, elle redescend en D2 avec le club lillois.

### Carrière internationale
Sélectionnée dans toutes les catégories de jeunes avec la France, Carla Polito est capitaine de l'équipe de France U19 championne d'Europe en juillet 2019. Elle fait également partie de l'équipe de France U20 qui atteint les demi-finales de la Coupe du monde 2018.

## Palmarès
France -19 ans
- Euro -19 ans (1)
  - Vainqueur en 2019

## Statistiques
| Saison                | Club                  | Championnat           | Championnat | Championnat | Coupe(s) nationale(s) | Coupe(s) nationale(s) | Total | Total |
| Saison                | Club                  | Division              | M.          | B.          | M.                    | B.                    | M.    | B.    |
| 2017-2018             | Arras FCF             | Division 2            | 17          | 0           | 1                     | 0                     | 18    | 0     |
| Sous-total            | Sous-total            | Sous-total            | 17          | 0           | 1                     | 0                     | 18    | 0     |
| 2018-2019             | LOSC Lille            | Division 1            | 20          | 1           | 4                     | 0                     | 24    | 1     |
| 2019-2020             | LOSC Lille            | Division 2            | 15          | 1           | 3                     | 1                     | 18    | 2     |
| Sous-total            | Sous-total            | Sous-total            | 35          | 2           | 7                     | 1                     | 42    | 3     |
| Total sur la carrière | Total sur la carrière | Total sur la carrière | 52          | 2           | 8                     | 1                     | 60    | 3     |